# Человник
Человник (словен. Čelovnik) — поселення в общині Севниця, Споднєпосавський регіон, Словенія. Висота над рівнем моря: 518,3 м.